# Martellato
Martellato (ital.) ist eine musikalische  Vortragsbezeichnung und bedeutet einen „gehämmerten“ Klang. Im Französischen ist auch das Wort „martelé“ gebräuchlich.

## Das Martellato im Gesang
„Alle Töne jeweils vom Zwerchfell her so anstoßen, daß sie wie mit einem kurzen Akzent versehen erscheinen, aber nicht voneinander getrennt sind. Es klingt wie „gehämmert“. Man benutzt das martellato für Koloraturen und scharfe rhythmische Floskeln.“

In dem Handbuch der chorischen Stimmbildung behandeln Wilhelm Ehmann und Frauke Haasemann das Martellato als Grundlage der Koloratur in einem eigenen Abschnitt. Es wäre „besonders schwierig, das martellato also Gruppen-Arbeit zu vermitteln“. Ohne Einzelunterricht wäre es nur von einem geringen Teil des Chores zu lernen. Es wird davor gewarnt, es mit falschen Hilfsmitteln, wie etwa einem „h“ zu artikulieren. Es wird auch von der Praxis berichtet, dass 40 Sänger eine Koloratur mit einem „h“ „husten“ und 10 weitere Vokalisten der Linie mit einem „da“ Struktur gäben.

## Das Martelé bei Streichinstrumenten
Bei Streichinstrumenten wird vorwiegend das Wort „martelé“ als eine besondere Strichart gebraucht. 
Um die Grundform eines martelé hervorzubringen, wird der Bogen mit Druck auf die Saite gelegt, so dass bei der plötzlich einsetzenden Streichbewegung bereits der volle Bogendruck da ist. Es entsteht ein leicht perkussiver Tonbeginn.